# Carl Zeiss
Carl Zeiss (født 11. september 1816 i Weimar, død 3. december 1888 i Jena) var en tysk fysiker. 
Zeiss oprettede i 1846 en fabrik for optiske instrumenter i Jena. Dette nu verdenskendte firma har altid knyttet fremragende videnskabsmænd til sig – blandt andre Ernst Abbe – og har gennem mange år været førende, især med hensyn til fabrikation af mikroskoper, kikkerter og fotografiske objektiver. 